# 陈勇彪
陈勇彪（1981年5月—），湖南岳阳人，汉族。中华人民共和国政治人物、第十三届全国人民代表大会湖南地区代表。

## 生平
担任湖南科美达电气股份有限公司总经理兼技术总监。2018年2月24日，当选为第十三届全国人大代表。